# Due gocce d'acqua salata
Due gocce d’acqua salata è un film del 1982, diretto da John Wilder (alias Luigi Russo). In videocassetta è stato distribuito col titolo Blue Island.

## Trama
Billy e Bonnie, due giovani a bordo dello stesso volo per Sydney, sono i soli superstiti del disastro aereo. Approdano su un’isola apparentemente deserta, dove s’adattano a vivere; poi incontrano Shanghai, un omone primitivo che inizialmente si mostra ostile, geloso del loro rapporto. I giovani riescono ad allontanarlo dall'isola, spedendolo su una zattera in pieno oceano. Poi, quando entrambi vengono punti da un mollusco velenoso, Shanghai torna sull'isola a salvare loro la vita, riuscendo a farli imbarcare su una nave verso la civiltà.